# 梅拉诺市立剧院

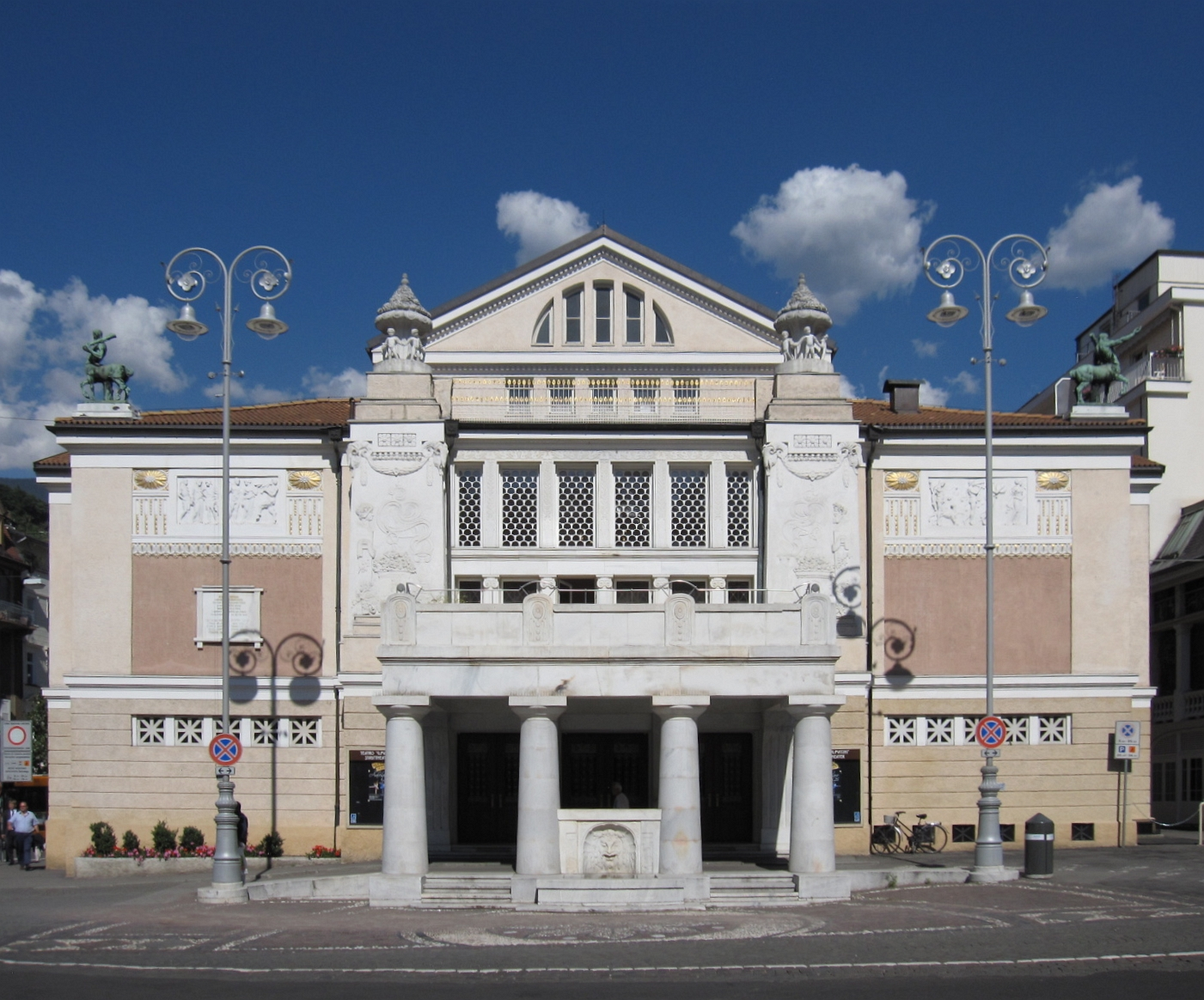
梅拉诺市立剧院

梅拉诺市立剧院（德语：Stadttheater Meran，意大利语：Teatro civico）是意大利北部博尔扎诺-上阿迪杰自治省梅拉诺的一个剧院。
该市作为伊丽莎白皇后和贵族的温泉疗养胜地，经济获得发展，需要一个高级的文化机构。建筑师马丁·迪尔弗，慕尼黑建筑学院的代表，获得了建造新剧院的委托。剧院于1899年完工，1900年12月1日揭幕。
第一次世界大战结束后，梅拉诺被割让给意大利，意大利人将该剧院以贾科莫·普契尼重新命名，他曾在1923年访问该镇。第二次世界大战之后，剧院衰落。然而，在1978年的一场火灾之后，它又恢复了活力，并重新装修。